# Mount Dickason
Mount Dickason ist ein markanter und 2030 m hoher Berg im ostantarktischen Viktorialand. In der Deep Freeze Range ragt er am Kopfende des Boomerang-Gletschers auf.
Die Nordgruppe der britischen Terra-Nova-Expedition (1910–1913) kartierte ihn erstmals und benannte ihn nach dem Seemann Harry Dickason (1885–1943) von der Royal Navy, einem Mitglied dieser Mannschaft.